# Estación de ferrocarril de Nankín Sur
La estación de Nankín Sur (en chino, 南京南站; pinyin, Nánjīngnán Zhàn) es una estación de ferrocarril de alta velocidad en Nanjing, la capital de la provincia de Jiangsu. La nueva estación de ferrocarril Nanjing Sur se encuentra a pocos kilómetros al sur del centro de Nanjing, en el distrito de Yuhuatai, y tiene una conexión con el metro de Nanjing, con servicio de las líneas 1, 3, S1 y S3. La construcción de la estación comenzó el 10 de enero de 2008, y la estación se abrió el 28 de junio de 2011, dos días antes de la apertura del ferrocarril de alta velocidad Beijing-Shanghai.
Es una de las estaciones de ferrocarril más grandes del mundo en términos de área bruta, con 458 000 m², casi seis veces más grande que la estación de ferrocarril de Nanjing al norte, con cinco pisos que permiten una transferencia de distancia cero al Metro de Nanjing, autobuses municipales de Nanjing y líneas de autobuses del aeropuerto. La estación está conectada con las líneas de alta velocidad Beijing-Shanghai (Jinghu), la línea interurbana Shanghai-Nanjing (Huning), el ferrocarril de alta velocidad Nanjing – Hangzhou (Ninghang) y el ferrocarril de alta velocidad Shanghai–Wuhan–Chengdu (Huhanrong). 
Antes de la construcción de la nueva estación Sur, el nombre «estación de ferrocarril Nankín Sur» se aplicaba a otra estación bastante menor ubicada a las afueras de la Puerta de China (Zhonghuamen) de la ciudad amurallada de Nanjing, mucho más cerca del centro de la ciudad que la nueva estación de tren sur de Nanjing. Para evitar confusiones, la (antigua) estación de ferrocarriles Sur ahora ha sido renombrada como la estación de trenes Zhonghuamen.